# Monroe (Massachusetts)
Monroe é uma vila localizada no condado de Franklin no estado estadounidense de Massachusetts. No Censo de 2010 tinha uma população de 121 habitantes e uma densidade populacional de 4,33 pessoas por km².

## Geografia
Monroe encontra-se localizado nas coordenadas 42° 43′ 40″ N, 72° 59′ 07″ O. Segundo o Departamento do Censo dos Estados Unidos, Monroe tem uma superfície total de 27.93 km², da qual 27.68 km² correspondem a terra firme e (0.9%) 0.25 km² é água.

## Demografia
Segundo o censo de 2010, tinha 121 pessoas residindo em Monroe. A densidade populacional era de 4,33 hab./km². Dos 121 habitantes, Monroe estava composto pelo 95.04% brancos, o 2.48% eram afroamericanos, o 0% eram amerindios, o 2.48% eram asiáticos, o 0% eram insulares do Pacífico, o 0% eram de outras raças e o 0% pertenciam a duas ou mais raças. Do total da população o 2.48% eram hispanos ou latinos de qualquer raça.